# Aspila lugubris
Aspila lugubris är en fjärilsart som beskrevs av Stanislaus Klemensiewicz 1912. Aspila lugubris ingår i släktet Aspila och familjen nattflyn. Inga underarter finns listade i Catalogue of Life.